# Androya decaryi
Androya decaryi H.Perrier, 1952 è un albero della famiglia Scrophulariaceae, endemico del Madagascar.. È l'unica specie nota del genere Androya e della tribù Androyeae.

## Descrizione
È un piccolo albero, con foglie opposte, brevemente picciolate, con lamina ellittica, acuta, da glabre a finemente pubescenti.
L'infiorescenza comprende 3-7 fiori, brevemente pedicellati, tetrameri, actinomorfi.
Il frutto è una capsula allungata che supera il calice.
I semi sono molto piccoli, alati.

## Distribuzione e habitat
L'areale di questa specie è ristretto al Madagascar meridionale (provincia di Toliara). Cresce dal livello del mare sino a 200 m di altitudine.

## Conservazione
La Lista rossa IUCN classifica Androya decaryi come specie prossima alla minaccia di estinzione (Near Threatened).